# 布蘭登 (北卡羅萊納州)
布蘭登（英語：Brandon）是位於美國北卡羅萊納州阿什縣的非建制地區。

## 歷史
布蘭登的郵局於1898年設立，其後於1950年停運。

## 地理
布蘭登所處的海拔為高於海平面902米（即2959英呎），而該地所採用的時區為UTC-5，即北美东部时区（EST）。同時該地設有夏令時間，為UTC-5調快一小時，即UTC-4（EDT）。